# チリーミド
チリーミド（伊: Cirimido）は、イタリア共和国ロンバルディア州コモ県にある、人口約2,100人の基礎自治体（コムーネ）。

## 地理

### 位置・広がり
コモ県南部のコムーネ。県都コモから南南西へ13kmの距離にある。

#### 隣接コムーネ
隣接するコムーネは以下の通り。
- フェネグロ
- グアンツァーテ
- ロマッツォ
- トゥラーテ

### 地震分類
イタリアの地震リスク階級 (it) では、4 に分類される
。